# تخوروویتسه
تخوروویتسه (به چکی: Tchořovice) یک منطقهٔ مسکونی در جمهوری چک است که در ناحیه ستراکونیتسه واقع شده‌است. تخوروویتسه ۱۰٫۲۵ کیلومتر مربع مساحت و ۲۱۲ نفر جمعیت دارد و ۴۵۴ متر بالاتر از سطح دریا واقع شده‌است.